# Længde
Længder er nært beslægtet med numeriske værdier. Man kan sige at numeriske værdier angiver længden mellem to punkter F.eks. A og B på tallinjen. Det er også af denne grund, at man skriver længden fra A til B som "AB" med numerisk tegn omkring; på denne måde:
{\displaystyle \mid AB\mid }
Man benytter sig at det numeriske tegn pga. at man ikke ønsker negative længder, da det er logisk forkert at have en negativ længde. På billedet kan man se at der er 4 enheder fra A til B, og det samme er der fra B til A. Man ville ikke sige at der er -4 fra B til A.
1 dimensionære længder angives som differensen mellem punkterne.
{\displaystyle \mid AB\mid =\mid B-A\mid }
Dette bliver det til, hvis der tages udgangspunkt i eksemplet:
{\displaystyle \mid AB\mid =\mid 3-(-1)\mid =4}
Hvis det i stedet, som nævnt, var længden fra B til A, ville man se, at det ville give -4 inde i det numeriske tegn, men da den numeriske operation er fortaget, bliver længde til 4.
Ved længder i flere dimensioner har man forskellige afstandsformler, der kan bevises. F.eks. benyttes "afstandsformlen" mellem to punkter i koordinatsystemet.

## Enheder
Der findes mange forskellige enheder for mål af længde. Mange af de ældre længdeenheders omregningsfaktorer er forskellige fra land til land. SI-enheder med evt. tilhørende SI-præfiks er derimod ens overalt:
- SI-enheden for længde:
  - Meter – Dette er en officiel anerkendt grundlæggende SI-enhed. Den kan have et SI-præfiks. Se også centi-meter (cm).
- Ikke-SI-enheder i anvendelse i dag:
  - Fysik
    - Ångstrøm – 10−10 meter

  - Astronomi
    - AU – (Astronomisk enhed – 149.597.900.000 meter)
    - Lysår – 9.460.730.472.580.800 meter.
    - Parsec – ca. 30.856.775.806.663.100 meter
- Mange af følgende ikke-SI-enheder har landeafhængige forskellige omregningsfaktorer til meter:
  - Andre i almindelig brug i dag, især i udlandet:
    - Fod – 1 fod ca.= 30,48 cm.
    - Mil – Der findes flere forskellige mil-længder og typer: Sømil, Svensk sømil, landmil – Engelsk: Nautical mile, mile.
    - Tomme – En tomme hedder på engelsk inch og er ca. 2,54 cm.
    - Engelsk mil – 1 engelsk mil = 1/1000 tomme.
    - Wasser-alen – 1 wasser-alen er ca. lig 55 cm.
    - Yard – 1 yard er ca. lig 91,44 cm.

  - Ældre enheder, som ikke anvendes særligt meget i dag:
    - Alen – 0,6277 meter.
    - Chain – (britisk enhed) 20,1168 meter (10 chains = 1 furlong, og 80 chains = 1 engelsk mile)
    - Rode – ca. 3,13 meter.